# Municipio de Bedford (Arkansas)
El municipio de Bedford (en inglés: Bedford Township) es un municipio ubicado en el condado de Cross en el estado estadounidense de Arkansas. En el año 2010 tenía una población de 523 habitantes y una densidad poblacional de 6,56 personas por km².

## Geografía
El municipio de Bedford se encuentra ubicado en las coordenadas 35°12′54″N 90°51′53″O / 35.21500, -90.86472. Según la Oficina del Censo de los Estados Unidos, el municipio tiene una superficie total de 79.78 km², de la cual 79,5 km² corresponden a tierra firme y (0,34 %) 0,27 km² es agua.

## Demografía
Según el censo de 2010, había 523 personas residiendo en el municipio de Bedford. La densidad de población era de 6,56 hab./km². De los 523 habitantes, el municipio de Bedford estaba compuesto por el 95,6 % blancos, el 3,25 % eran afroamericanos, el 0,19 % eran asiáticos y el 0,96 % eran de una mezcla de razas. Del total de la población el 0,38 % eran hispanos o latinos de cualquier raza.